# Tianmu Hu
Tianmu Hu (kinesiska: 天目湖) är en sjö i Kina. Den ligger i provinsen Jiangsu, i den östra delen av landet, omkring 100 kilometer sydost om provinshuvudstaden Nanjing. Tianmu Hu ligger 18 meter över havet. Arean är 8,8 kvadratkilometer. Trakten runt Tianmu Hu består till största delen av jordbruksmark. Den sträcker sig 9,1 kilometer i nord-sydlig riktning, och 5,1 kilometer i öst-västlig riktning.
Genomsnittlig årsnederbörd är 1 538 millimeter. Den regnigaste månaden är juli, med i genomsnitt 254 mm nederbörd, och den torraste är december, med 48 mm nederbörd.